# Meschidie-orden

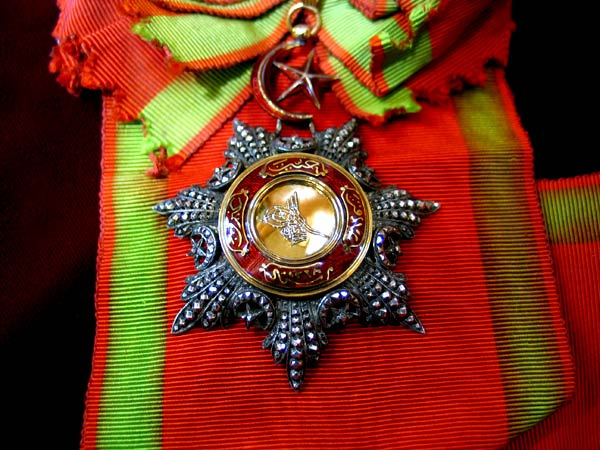
Meschidie-orden av 1:a klassen

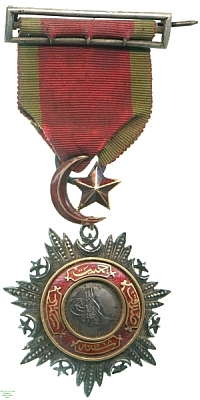
Meschidie-orden

Turkiska Meschidie-orden eller Medjidije-orden (förkortas vanligen TMO, på turkiska Mecidiye, på engelska Medjidie eller Mejidie) var en militär och civil orden som utdelades av Osmanska riket (nuvarande Turkiet) mellan åren 1852 och 1922.
Dekorationen, av silver, framställer en sol med sju strålgrupper, vilkas mellanrum utfylls av halvmånar med en femuddig stjärna inuti. Den i guld och purpur emaljerade mittskölden visar stiftarens namn och en turkisk inskrift, som i översättning lyder: "Nit och uppoffrande trohet". Det hela kröns av en större, röd månskära, som omsluter en stjärna och utgör fäste för det purpurröda, grönkantade ordensbandet.
Orden instiftades 20 september 1851 av sultan Abd ül-Mecid I och utdelades under Krimkriget (1853-1856) till många brittiska och franska militärer samt under första världskriget till många tyska och österrikiska militärer. Orden utdelades i fem klasser. Bland de svenska mottagarna finns Gillis Bildt (1kl), Ulrik Fabian Sandels (2kl), Karl Erik Peterson (3kl), Sven Hedin (4kl) och Gösta Ehrensvärd (4kl).
Klasser
- Första klassen (guld), TMO1kl - 50 personer (utdelades av sultanen)
- Andra klassen (guld), TMO2kl - 150 personer (utdelades av sultanen)
- Tredje klassen (guld), TMO3kl - 800 personer
- Fjärde klassen (guld), TMO4kl - 3 000 personer
- Femte klassen (silver), TMO5kl - 6 000 personer